# Gyrovague
Le gyrovague est un moine chrétien itinérant et solitaire vivant dans l'errance et passant de monastère en monastère, sans être membre d'aucun. Plusieurs conciles ont condamné ce mode de monachisme.

## Étymologie
Le terme est emprunté au bas latin gyrovagus « errant », un mot hybride composé du grec ancien γῦρος / gûros « cercle » et du verbe latin vagor, « errer, vagabonder ». Apparu seulement au VIe siècle dans un traité monastique d'inspiration bénédictine, Règle du maître (ou Regula Magistri), il traduit, pour la condamner, la pratique de ses adeptes de mener une vie solitaire itinérante entre différents monastères. Les termes copte sarakôte et arabe serakuda semblent désigner la même réalité. Le terme gyrovague est d'ailleurs parfois utilisé à leur place pour désigner un simple moine (donc non forcément chrétien) itinérant et solitaire, comme dans derviche gyrovague.

## Origine
À partir du IVe siècle, certains chrétiens qui voulaient fuir le monde à la recherche de Dieu se mettaient à l'écoute d’un maître spirituel, généralement un ermite retiré dans le désert (« désert » se disant eremos en grec) à l'instar d'Antoine le Grand et des Pères du désert. Ce type de vie ascétique était assez commun dans la Syrie, la Mésopotamie et l'Égypte. Les premières communautés monastiques de type cénobitique furent créées sous l'impulsion de Pacôme le Grand au milieu du IVe siècle.
L'idéal monastique se fonde alors sur une quête itinérante, une peregrinatio pro Christo (latin : « pèlerinage pour le Christ ») qui amène à se détacher de toute attache pour marcher dans les pas du Christ en passant d'un maître à l'autre à mesure des progrès spirituels. Le moine est ainsi prêt à prendre la route à tout moment en attente d'un signe divin, qui lui indique où aller, sans pour autant forcer le destin.

## Méfiance et condamnations
La plupart des moines demeurent cependant plusieurs années dans leur monastère, et l'idéal de peregrinatio pro Christo suscite rapidement des critiques. On peut citer parmi ces critiques que des personnes ne se préoccupant que de leur salut sont parfois des parasites, antisociaux errant de lieu en lieu sans contrainte, mendiant leurs repas, voire en propageant des idées subversives. 
Si le gyrovaguisme contribue probablement à diffuser et populariser les thèmes érémitiques comme la Vie d'Antoine, la multiplication de ces individus pérégrins, souvent prosélytes mais en dehors de toute structure religieuse, amène des réactions. Dès la fin du IVe siècle, un concile de Nîmes condamne en 396 les priscillianistes, qui, entre autres déviances, « viennent des contrées les plus éloignées de l'Orient... sous les apparences de pèlerins » pour vivre au crochet des églises et abuser les crédules. De plus en 420, dans ses Institutions cénobitiques, Jean Cassien est fort critique de ce type de monachisme. En 451, le concile de Chalcédoine, qui reconnaît les moines et les monastères sous l'autorité de l'empereur Marcien, impose l'obligation de la stabilité monastique, stabilité de lieu qui sera confirmée en 787 par le deuxième concile de Nicée.

### Règle de saint Benoît
L'influent Benoît de Nursie, à l'époque de l'Italie ostrogothique, est fermement opposé à ce type de monachisme. Dans le premier chapitre de la règle de saint Benoît, l'auteur décrit les « quatre genres de moines » et favorise les cénobites et anachorètes, qui ont passé plusieurs années de vie entre frères au sein du monastère avant de se soumettre au « combat solitaire avec le désert »,. Saint Benoît introduit dans sa règle ensuite la promesse de stabilité : « Celui qui doit être reçu fera devant nous une promesse concernant sa stabilité [de communauté], sa pratique de la vie monastique et l’obéissance » (Ch. 58:17 et 60:9).

## Postérité
Les moines pérégrins et pèlerins ne disparaissent pas pour autant définitivement, et on retrouvera ce type de personnalités chez les moines irlandais, ré-évangélisateurs de l'Europe de l'Ouest médiévale à la suite de Colomban de Luxeuil, ainsi que parmi les prêtres brittons officiant dans l'ouest de l'Armorique au VIe siècle.
Le gyrovaguisme semble avoir survécu beaucoup plus longtemps dans la tradition monastique des Églises orientales. Jusqu'à récemment, les moines pèlerins (les stranniks) furent tolérés en Bulgarie et Russie, et le statut de fol-en-Christ fut reconnu pour certains d'entre eux. Les statuts du Mont Athos prévoient qu'ils peuvent être expulsés par la force de l'ordre public, si nécessaire.

## Aujourd'hui
Bien que le droit canon de l'Église catholique romaine ne reconnaisse plus ce genre de vie monastique, il existe encore des tentatives de moines ayant un parcours de gyrovague, comme le décrit Antoine Gaeta dans son livre Je suis fasciné par la vie monastique,  (ISBN 978-2-954924106). Frère Antoine (Louis Chauvel), lui, décrit sa vie dans Le Paradis c'est ici,  (ISBN 9782845921894). Il subit aussi une forme de gyrovaguisme. 
Ces deux ouvrages permettent de dégager plusieurs raisons de devenir gyrovague.
Tout d'abord, un moine peut très bien le devenir sans tomber dans les débordements dénoncés par saint Benoît et l'Église catholique. Le gyrovaguisme peut concerner une partie, rarement la totalité de la vie d'un moine, généralement indépendamment de sa volonté.
En temps de guerre, les évacuations concernent aussi les moines, des monastères peuvent être réquisitionnés. L'abbaye de Clervaux (Luxembourg) fut par exemple transformée en école nazie pendant la Seconde Guerre mondiale. Selon les possibilités d'accueil des autres monastères, plusieurs changements ont été nécessaires pour de nombreux moines.
Les impératifs de la vie (service militaire, soutiens familiaux, etc.) peuvent interrompre temporairement la vie monastique.
Un moine peut sentir le besoin de changer de cadre en recherche personnelle pour fortifier sa foi, répondre à l'appel intérieur du désert (érémitisme), faire un pèlerinage lointain, ressentir une période de doute et sortir d'une affectation à un monastère pour cela. 
Si on combine toutes ces raisons, un moine est parfois appelé selon le contexte politique, familial ou personnel à changer plus d'une dizaine de fois de monastère. Il peut être alors considéré comme un gyrovague ou comme celui ayant connu une période de gyrovaguisme, sans pour autant manquer à son devoir.